# Borum-Lyngby Kommune
Borum-Lyngby var indtil kommunalreformen 1. april 1970 en selvstændig sognekommune i Århus Amt. Derefter blev det en del af Århus Kommune.
Borum-Lyngby Kommune bestod af sognene Borum i Framlev Herred og Lyngby i Hasle Herred. I området ligger bl.a. landsbyerne Borum, Yderup og Lyngby.
I nutiden udgør Borum-Lyngby et levende lokalsamfund med 757 indbyggere (2008).